# Cycnia pudens
Cycnia pudens là một loài bướm đêm thuộc phân họ Arctiinae, họ Erebidae.